# Asilus platyceras
Asilus platyceras là một loài ruồi trong họ Asilidae. Asilus platyceras được Hine miêu tả năm 1922.